# Darellia
Darellia – rodzaj amonita.
Żyła w okresie jury (bajos).